# Ciudad Lerdo
Ciudad Lerdo (Lerdo) – miasto położone w północno-wschodniej części meksykańskiego stanu Durango. Jest siedzibą gminy Lerdo liczącej 129 191 mieszkańców. Gmina Lerdo wraz z gminami Torreón, Matamoros w stanie Coahuila, oraz Gómez Palacio w Durango tworzy obszar metropolitarny. Miasto zostało założone przez hiszpańskiego jezuitę ojca Don Juan Agustín Espinosa w 1598 roku.
Miasto słynie z bujnej wegetacji, którą można się cieszyć w licznych parkach, mimo iż szersza okolica ma charakter pustynny i półpustynny. Znane jest także z produkcji wyśmienitych lodów, jako że jest to rejon wysokiej produkcji mleka i innych produktów rolniczych, która to gałąź jest podstawą tutejszej gospodarki.